# 능성 조씨
능성 조씨(綾城曺氏)는 전라남도 화순군 능주면을 본관으로 하는 한국의 성씨이다. 시조는 호장(戶長)을 지낸 조사조(曺思朝)이다.

## 참고 자료
- “능성조씨(綾城曺氏)”. 뿌리를 찾아서.[깨진 링크(과거 내용 찾기)]